# Луїс Іберіко
Луїс Іберіко (ісп. Luis Iberico, нар. 6 лютого 1998, Ліма) — перуанський футболіст, нападник клубу «Спортінг Крістал». Виступав також за клуби «Універсідад Сан-Мартін», «Мельгар» та «Рига», а також національну збірну Перу.

## Клубна кар'єра
Луїс Іберіко народився 1998 року в місті Ліма, та є вихованцем футбольної школи клубу «Універсідад Сан-Мартін». Дорослу футбольну кар'єру розпочав 2014 року в основній команді того ж клубу, в якому грав до 2017 року, взявши участь у 29 матчах чемпіонату.
У 2017 році Іберіко перейшов до складу клубу «Мельгар», в якій утім не відразу став гравцем основного складу, і в 2020 році його відправили в оренду до клубу УТК (Кахамарка). Після повернення до клубу «Мельгар» став основним гравцем атакувальної ланки команди, і до 2023 року зіграв у її складі 76 матчів, у яких відзначився 30 забитими м'ячами.
Протягом 2023—2024 років Луїс Іберіко захищав кольори латвійського клубу «Рига». З 2024 року футболіст грає в перуанському клубі «Спортінг Крістал». Станом на 4 вересня 2024 року відіграв за команду з Ліми 4 матчі в національному чемпіонаті.

## Виступи за збірні
У 2013 році Луїс Іберіко дебютував у складі юнацької збірної Перу, загалом на юнацькому рівні взяв участь у 20 іграх, відзначившись 17 забитими голами. Протягом 2014—2017 років футболіст залучався до складу молодіжної збірної Перу. На молодіжному рівні зіграв у 13 офіційних матчах, забив 5 голів.
У 2021 році Луїс Іберіко дебютував у складі національної збірної Перу. У складі збірної був учасником розіграшу Кубка Америки 2021 року у Бразилії. У складі збірної грав у 2021—2022 роках, протягом яких зіграв у складі національної команди 7 матчів, у яких відзначився 2 забитими м'ячами.